# Leucauge argyroaffinis
Leucauge argyroaffinis là một loài nhện trong họ Tetragnathidae.
Loài này thuộc chi Leucauge. Leucauge argyroaffinis được miêu tả năm 1948 bởi Soares & Camargo.